# Plaudren
Plaudren é uma comuna francesa na região administrativa da Bretanha, no departamento Morbihan. Estende-se por uma área de 41,14 km². Em 2010 a comuna tinha 2 005 habitantes (densidade: 48,7 hab./km²).